# Lamboing
Lamboing (en alemán Lamlingen) es una comuna suiza del cantón de Berna, situada en el distrito administrativo del Jura bernés. Limita al norte con las comunas de Orvin y Nods, al este con Evilard y Twann-Tüscherz, al sur con Prêles, y al oeste con Diesse.
Hasta el 31 de diciembre de 2009 situada en el distrito de La Neuveville.